# Vålerenga Fotball 2005
Questa voce raccoglie le informazioni riguardanti il Vålerenga Fotball nelle competizioni ufficiali della stagione 2005.

## Stagione
La Tippeligaen 2005 vide il successo finale del Vålerenga, che arrivò al primo posto finale in classifica e vinse per la quinta volta nella sua storia il campionato norvegese.

## Rosa
| N. |                     | Ruolo | Calciatore           |
| -- | ------------------- | ----- | -------------------- |
| 1  | Islanda (bandiera)  | P     | Árni Gautur Arason   |
| 2  | Norvegia (bandiera) | D     | Amund Skiri          |
| 3  | Belgio (bandiera)   | D     | David Brocken        |
| 4  | Norvegia (bandiera) | C     | Thomas Holm          |
| 5  | Norvegia (bandiera) | D     | André Muri           |
| 6  | Norvegia (bandiera) | D     | Freddy dos Santos    |
| 7  | Norvegia (bandiera) | A     | Daniel Fredheim Holm |
| 8  | Norvegia (bandiera) | C     | Magne Hoseth         |
| 9  | Norvegia (bandiera) | C     | Ardian Gashi         |
| 10 | Svezia (bandiera)   | C     | Stefan Ishizaki      |
| 11 | Norvegia (bandiera) | C     | Morten Berre         |
| 14 | Norvegia (bandiera) | A     | Bernt Hulsker        |
| 15 | Norvegia (bandiera) | A     | Alexander Mathisen   |

| N. |                      | Ruolo | Calciatore          |
| -- | -------------------- | ----- | ------------------- |
| 16 | Norvegia (bandiera)  | A     | Steffen Iversen     |
| 17 | Norvegia (bandiera)  | D     | Arnar Førsund       |
| 17 | Norvegia (bandiera)  | D     | Steinar Strømnes    |
| 18 | Estonia (bandiera)   | D     | Ragnar Klavan       |
| 18 | Norvegia (bandiera)  | C     | Tommy Stenersen     |
| 19 | Norvegia (bandiera)  | C     | Christian Grindheim |
| 20 | Sudafrica (bandiera) | C     | Mbulelo Mabizela    |
| 21 | Norvegia (bandiera)  | D     | Tom Henning Hovi    |
| 22 | Norvegia (bandiera)  | D     | Ronny Johnsen       |
| 23 | Norvegia (bandiera)  | A     | Tore André Flo      |
| 24 | Norvegia (bandiera)  | P     | Kjetil Wæhler       |
| 30 | Norvegia (bandiera)  | P     | Øyvind Bolthof      |

## Risultati

### Campionato

#### Girone di andata
| Arbitro: | Hauge (Bergen) |

|                                   |           |           |
| Frigård 34’ Abiodun 59’ Ståhl 34’ | Marcatori | 47’ Berre |

| Arbitro: | Olsen (Kristiansand) |

|                     |           |              |
| Berre 47’ Berre 90’ | Marcatori | 50’ Sæternes |

| Arbitro: | Berntsen (Vang) |

|              |           |                                         |
| Kihlberg 42’ | Marcatori | 62’ Berre 70’ Fredheim Holm 73’ Johnsen |

| Arbitro: | Staberg |

|  |           |          |
|  | Marcatori | 7’ Berre |

| Arbitro: | Ditlefsen |

|                                          |           |                |
| Iversen 9’ (rig.) Berre 49’ Ishizaki 70’ | Marcatori | 2’ Guðmundsson |

| Arbitro: | Sælen (Bergen) |

|  |           |             |
|  | Marcatori | 89’ Iversen |

| Oslo 16 maggio 2005, ore 20:20 CEST 7ª giornata | Vålerenga             | 0 – 0 referto | Fredrikstad | Ullevaal Stadion (23.054 spett.)\| Arbitro: \| Olsen (Kristianstand) \| |
| Arbitro:                                        | Olsen (Kristianstand) |               |             |                                                                         |

| Arbitro: | Berntsen (Vang) |

|                        |           |             |
| Sundgot 28’ Mifsud 90’ | Marcatori | 44’ Iversen |

| Arbitro: | Skjerven (Kaupanger) |

|           |           |            |
| Berre 70’ | Marcatori | 11’ Johsen |

| Arbitro: | Berntsen (Vang) |

|            |           |               |
| Huusko 90’ | Marcatori | 71’ Grindheim |

| Arbitro: | Staberg |

|             |           |                              |
| Iversen 69’ | Marcatori | 12’ Østenstad 54’ Sigurðsson |

| Arbitro: | Olsen (Kristiansand) |

|                         |           |                               |
| Helstad 57’ Winsnes 74’ | Marcatori | 21’ Berre 50’ Gashi 69’ Berre |

| Arbitro: | Pedersen |

|                                                        |           |  |
| de Ornelas 30’ (aut.) Østenstad 38’ Iversen 44’ (rig.) | Marcatori |  |

#### Girone di ritorno
| Arbitro: | Hauge (Bergen) |

|                          |           |            |
| Iversen 63’ Ishizaki 86’ | Marcatori | 90’ Thorup |

| Arbitro: | Skjerven (Kaupanger) |

|              |           |                                   |
| Sæternes 18’ | Marcatori | 26’ (rig.) Iversen 55’ dos Santos |

| Arbitro: | Alseth (Stjørdal) |

|            |           |              |
| Brocken 6’ | Marcatori | 57’ Johansen |

| Arbitro: | Ditlefsen |

|  |           |                         |
|  | Marcatori | 44’ Hoseth 88’ Mathisen |

| Arbitro: | Berntsen (Vang) |

|                               |           |               |
| Gashi 69’ Wæhler 79’ Muri 88’ | Marcatori | 49’ Brattbakk |

| Arbitro: | Moen (Haugesund) |

|                                     |           |         |
| Grindheim 26’ Brocken 35’ Gashi 64’ | Marcatori | 56’ Ohr |

| Arbitro: | Olsen (Trondheim) |

|  |           |                                                         |
|  | Marcatori | 54’ Gashi 56’ Gashi 60’ Fredheim Holm 77’ Fredheim Holm |

| Oslo 18 settembre 2005, ore 20:15 CEST 21ª giornata | Vålerenga            | 0 – 0 referto | Lillestrøm | Ullevaal Stadion (16.504 spett.)\| Arbitro: \| Skjerven (Kaupanger) \| |
| Arbitro:                                            | Skjerven (Kaupanger) |               |            |                                                                        |

| Arbitro: | Olsen (Trondheim) |

|                                             |           |  |
| Valencia 27’ Skiri 45’ (aut.) Strømstad 58’ | Marcatori |  |

| Arbitro: | Alseth (Stjørda) |

|  |           |               |
|  | Marcatori | 5’ Sokolowski |

| Stavanger 16 ottobre 2005, ore 18:00 CEST 24ª giornata | Viking          | 0 – 0 referto | Vålerenga | Viking Stadion (14.973 spett.)\| Arbitro: \| Berntsen (Vang) \| |
| Arbitro:                                               | Berntsen (Vang) |               |           |                                                                 |

| Arbitro: | Skjerven (Kaupanger) |

|  |           |                             |
|  | Marcatori | 16’ (aut.) Holm 80’ Johnsen |

| Arbitro: | Berntsen (Vang) |

|                    |           |                            |
| Larsen 9’ Dale 69’ | Marcatori | 19’ Fredheim Holm 38’ Muri |

### Coppa di Norvegia
| Arbitro: | Kalløkkebakken |

|                            |           | |
| Bergsli 29’ Brendengen 48’ | Marcatori | 8’ Ishizaki 9’ Fredheim Holm 14’ Fredheim Holm 24’ Hulsker 33’ Hulsker 41’ Hulsker 45’ Klavan 55’ Hulsker 68’ Hulsker 88’ Ishizaki |

| Arbitro: | Vik |

|  |           |                                                |
|  | Marcatori | 25’ Hulsker 37’ Wæhler 43’ Iversen 83’ Hulsker |

| Arbitro: | Vik |

|                     |           |                                     |
| Wright 81’ Lie 110’ | Marcatori | 13’ Hulsker 97’ Grindheim 118’ Hovi |

| Arbitro: | Staberg |

|                         |           |            |
| Hulsker 15’ Hulsker 24’ | Marcatori | 61’ Miller |

| Arbitro: | Vik |

|                         |           |  |
| Andresen 7’ Sundgot 78’ | Marcatori |  |

### Champions League
| Arbitro: | Kelly |

|                       |           |  |
| dos Santos 50’ (rig.) | Marcatori |  |

| Arbitro: | Webb (Rotherham) |

|             |           |                                        |
| Lehtinen 9’ | Marcatori | 27’ Wæhler 29’ Flo 60’ Iversen 75’ Flo |

| Arbitro: | Hrinák |

|             |           |  |
| Iversen 57’ | Marcatori |  |

| Arbitro: | Plautz (Navis) |

|                                         |                      |                                        |
| Balaban 79’                             | Marcatori            |                                        |
| Vermant Klukowski Blondel Dufer Balaban | Tiri di rigore 4 – 3 | Iversen Hulsker Skiri Gashi dos Santos |